# Yungdrung Gyal
Yungdrung Gyal (tibétain : གཡུང་དྲུང་རྒྱལ་, Wylie : g.yung drung rgyal, THL : yungdrung gyal) ou en chinois Rongzhongerjia (chinois : 容中尔甲 ; pinyin : róngzhōngěrjiǎ), né le 7 août 1969 dans le Xian de Jinchuan, préfecture autonome tibétaine et qiang d'Aba, province du Sichuan en République populaire de Chine, est un chanteur chinois de minorité tibétaine.
Ses langues d'expression sont le tibétain et la mandarin.
Il est notamment connu pour son interprétation sur son album Gaoyuan Hong (《高原红》) « Je vous offre un bol de Qingke jiu » (敬你一碗青稞酒) en mandarin.

## Discographie

### Albums
- 1999 : 《九寨沟之歌》[4]
- 2001 : 《高原红》[5]
- 2003 : 《阿咪罗罗》[6]
- 2003 : 《雄鹰在飞翔》[7]